# Condor Syndikat
A Condor Syndikat foi uma companhia aérea alemã, que deu origem à Lufthansa. No Brasil, em 1927, deu origem ao Syndicato Condor, que na época da Segunda Guerra Mundial passou a se chamar Serviços Aéreos Cruzeiro do Sul. Tinha sua sede em Berlim.